# 藤原宗善
藤原 宗善（ふじわら の むねよし）は、平安時代初期の貴族。藤原北家、大納言・藤原真楯の曾孫。山城守・藤原永貞の四男。官位は従五位上・尾張守。

## 経歴
天長10年（833年）仁明天皇の即位に伴い、従五位下に叙爵。承和4年（837年）長門守、承和11年（844年）美作介と仁明朝では地方官を歴任した。
文徳朝に入り、仁寿2年（852年）左衛門権佐兼検非違使佐と京官に任ぜられるが、斉衡2年（855年）従五位上・尾張守に叙任され、再び地方官に転じている。天安2年（858年）4月16日に任地で卒去。享年64。最終官位は尾張守従五位上。

## 官歴
『日本文徳天皇実録』による。
- 時期不詳：正六位上
- 天長10年（833年） 3月：従五位下
- 承和4年（837年） 日付不詳：長門守
- 承和11年（844年） 日付不詳：美作介
- 仁寿2年（852年） 2月：左衛門権佐。2月21日：検非違使佐
- 斉衡2年（855年） 正月7日：従五位上。正月15日：尾張守
- 天安2年（858年） 4月16日：卒去（尾張守従五位上）